# Isla Juncal
La Isla Juncal, perteneciente al Uruguay, se encuentra en el curso superior del Río de la Plata, al sur de la desembocadura del río Uruguay, aguas arriba de Carmelo y separada de la costa uruguaya por el canal de Camacho. 
Un kilómetro al norte de Juncal se halla la también uruguaya isla Juncalito y al este, separada por el canal Principal, se encuentra la 1° Sección Islas perteneciente a la provincia de Entre Ríos en Argentina.

## Historia
En sus inmediaciones se libró el 8 y el 9 de febrero de 1827 el más importante combate naval de la Guerra del Brasil que enfrentó a las Provincias Unidas del Río de la Plata y al Imperio del Brasil, la Batalla de Juncal (Ilha do Juncal), que resultó en una completa victoria de las Provincias Unidas. Entre 1890 y 1976 Julia Lafranconi vivió en la isla.

## Descripción
Desde un punto de vista geológico, se trata de un afloramiento aluvional asentado sobre manto granítico precámbrico que presenta costas arenosas y de suaves declives del lado del canal.
Con forma de rombo, la isla es de forma aplanada y baja, por lo que es inundable por todos sus bordes. Posee un ancho máximo de 1,95 km cerca de su vértice meridional y presenta un largo total de 4,91 km .
Su costa occidental es bañada con aguas provenientes de la cuenca del Guazú y además las que aportan el río Uruguay por el norte, mientras que el lado oriental frente al Camacho, es regada con aguas mayoritariamente de este último río mencionado y que fluyen a través de la isla Juncalito por su angosto estrecho. Especialmente en este último abundan los pejerreyes, dado que las aguas del canal son más limpias y oxigenadas.
Con buen refugio para embarcaciones de escaso calado, aunque con numerosos bancos de arena blanca, la zona es habitual destino de actividades de pesca embarcada.
La vegetación es de pajonal excepto en su centro, donde es posible ver algunos árboles.